# بتی روچه
بتی روچه (انگلیسی: Betty Roché؛ ۹ ژانویهٔ ۱۹۲۰ – ۱۶ فوریهٔ ۱۹۹۹) یک موسیقی‌دان اهل ایالات متحده آمریکا بود.